# Tenzin (La leggenda di Korra)
Tenzin (丹增T, Dān ZēngP) è un personaggio immaginario della serie animata statunitense La leggenda di Korra, creato da Michael Dante DiMartino e Bryan Konietzko.
È doppiato da J. K. Simmons. Il padre di Tenzin, Aang, era l'Avatar precedente a Korra e mantenne la pace mondiale impedendo alla Nazione del Fuoco di distruggere il Regno della Terra durante la guerra dei cento anni, avvenuta circa settanta anni prima dell'inizio de La leggenda di Korra. La madre di Tenzin, Katara, aiutò Aang nei suoi sforzi per salvare il Regno di Terra dalla distruzione. Tenzin è il più giovane dei tre figli di Aang e Katara.

## Il personaggio
Tenzin è uno dei protagonisti e maestro spirituale di Korra. È il figlio terzo genito di Aang e Katara. Essendo l'unico dominatore dell'aria nato in oltre cento anni, Tenzin è stato educato dalle tradizioni e dai costumi dei Nomadi dell'Aria da suo padre, e alla fine ha guadagnato i tradizionali tatuaggi dei Nomadi dell'Aria. Tenzin ha ereditato la maggior parte dei ricordi di suo padre prima della sua morte. Dopo che Korra (che alla fine sarebbe diventata l'allieva di Tenzin) fu rivelata in tenera età come il nuovo Avatar, Tenzin, insieme a Sokka, Zuko e il padre di Korra, Tonraq, sventò un tentativo di rapire la bambina. I rapitori, guidati da Zaheer, furono arrestati e imprigionati. A causa di questa minaccia e del potenziale per minacce future, Tenzin e Tonraq hanno scelto di spostare Korra in un recinto della Tribù dell'Acqua del Sud, dove poteva vivere e allenarsi in sicurezza.
Tenzin ha una lunga amicizia con Lin Beifong, che è la figlia di Toph Beifong, e ad un certo punto i due personaggi erano romanticamente coinvolti. Tenzin ha offerto il suo conforto e un livello più alto di fiducia è stato raggiunto tra i due. Tuttavia, la loro relazione romantica si è deteriorata, in parte perché Tenzin desiderava avere dei figli mentre Lin pensava alla sua carriera e in parte a causa della natura abrasiva di Lin. Fu durante questo periodo che Pema, che era un accolito della Nazione dei Nomadi dell'Aria, si avvicinò a Tenzin e confessò i suoi sentimenti per lui. Questo portò indirettamente alla fine della relazione romantica di Tenzin con Lin e all'inizio della sua relazione con Pema. I due alla fine si sposarono e avrebbero avuto quattro figli: Jinora, Ikki, Meelo e Rohan.
In netto contrasto con suo padre Aang e con i suoi fratelli Bumi e Kya, Tenzin è descritto come un personaggio severo e serio. Il personaggio possiede un senso dell'umorismo che mostra a volte. Tenzin proietta un comportamento calmo, ma può essere turbato dalla follia o follia percepita. Il personaggio è anche caratterizzato come orgoglioso, in particolare quando si tratta di affrontare i suoi difetti. Tenzin è anche descritto come un tradizionalista, anche se ha mostrato apertura nel rompere con la tradizione.

## Concezione e sviluppo
Tenzin è stato ideato per collegare La leggenda di Korra al prequel della serie Avatar - La leggenda di Aang. Tenzin è uno dei tre personaggi principali della serie (Korra e Lin Beifong sono gli altri due) che hanno un'associazione diretta con i personaggi principali de La leggenda di Aang. Aang e Katara sono i genitori del personaggio, mentre Sokka è suo zio. Tenzin era anche previsto di portare avanti l'eredità di Aang di suo padre e di servire come mentore spirituale del nuovo Avatar, Korra. Il suo abbigliamento, che è simile a quello dell'Avatar Aang, è stato progettato per riflettere la sua eredità sia come Nomade dell'Aria che come figlio del precedente Avatar.
Tenzin, insieme ai suoi fratelli Kya e Bumi, erano originariamente destinati ad essere dominatori dell'aria. Tuttavia questo è stato successivamente rivisto, con Kya rielaborato come dominatrice dell'acqua e Bumi inizialmente un non-dominatore. Il design di Tenzin era molto difficile da mantenere coerente, poiché gli animatori avevano difficoltà a disegnare correttamente il naso del personaggio in modo corretto. Al momento della produzione della serie nel 2011 il nome del Dalai Lama era Tenzin Gyatso. Tuttavia non è chiaro se i creatori abbiano chiamato il personaggio come lui in suo onore.
Tenzin è stato sconfitto pesantemente nel finale della terza stagione, facendo credere ad alcuni fan che fosse stato ucciso, solo per essere poi rivelato vivo. Il co-creatore della serie Michael Dante DiMartino ha dichiarato che lui e Bryan Konietzko non hanno mai parlato di uccidere il personaggio. Konietzko ha spiegato il motivo per cui il "full beatdown" non è stato visto era perché non poteva essere mostrato e i fan pensavano che il personaggio sarebbe morto a causa della morte della Regina della Terra all'inizio della stagione.

## Poteri e abilità
Tenzin è altamente specializzato in dominio dell'aria, il quale utilizza l'Aikidō e le tecniche di arti marziali cinesi di Baguazhang e Xingyiquan. I creatori della serie consultarono un artista marziale professionista nel design dello stile di combattimento dello spettacolo. Il dominio dell'aria rappresenta l'elemento di libertà ed è classificato come il più elusivo tra le "quattro arti di dominio". Il dominio dell'aria comporta "azioni di avvolgimento e srotolamento semplici"; lavoro di piedi dinamico, tiri e tecniche a mani aperte; e manovre rapide e evasive progettate per evocare "l'intangibilità e la potenza esplosiva del vento". Queste tecniche hanno lo scopo di aumentare la difficoltà per gli avversari di attaccare direttamente o di sferrare un colpo letale - permettendo ai dominatori dell'aria di difendersi proteggendo al tempo stesso il loro aggressore dalle ferite - una filosofia pacifista prevalente tra i Nomadi dell'Aria.

## Accoglienza
Tenzin è stato generalmente accolto bene dai media e dai fan. Come mentore di Korra, il rapporto di Tenzin con Korra ha messo a confronto sia il rapporto di Iroh con Zuko nella serie precedente Avatar - La leggenda di Aang, sia con quello tra Luke Skywalker e Yoda nel film L'Impero colpisce ancora. La rappresentazione delle lotte interiori di Tenzin per stabilire la propria identità al di fuori del padre Aang ha ricevuto recensioni positive, elogiato come aggiunta di profondità al personaggio. Anche il ritratto della complicata relazione del personaggio con i suoi fratelli è stato ben accolto, con il recensore Keval Shah che ha notato che la raffigurazione non solo ha ulteriormente sviluppato il personaggio, ma ha contribuito a rendere Tenzin una figura più simpatica. Il revisore Noel Kirkpatrick ammise che mentre la rappresentazione della relazione tra i fratelli non era la parte più interessante dello spettacolo, era "rinfrescante vedere che questi tre adulti di mezza età in uno spettacolo rivolto ai bambini hanno problemi nei quali anche il pubblico più giovane può cogliere e relazionarsi." L'esperienza di Tenzin come insegnante dei Nomadi dell'Aria al Tempio dell'Aria del Nord ha portato a paragoni con Hogwarts dalla serie di Harry Potter, con Tenzin che viene paragonato sia con Minerva McGranitt che con Severus Piton. Il doppiatore J.K. Simmons ha elogiato il suo lavoro nel ritrarre la natura talvolta contraddittoria del personaggio di Tenzin. La battaglia di Tenzin, Kya e Bumi con il Loto Rosso è stata descritta come una delle migliori scene del Libro terzo. C'era un po' di angoscia tra i fan sul destino di Tenzin quando non era chiaro se fosse sopravvissuto o no alla sua battaglia contro Zaheer e il resto della banda del Loto Rosso, poiché Tenzin ostinatamente si rifiutò di arrendersi nonostante fosse in grave inferiorità numerica.
Tenzin ha ricevuto critiche perché a volte non era un personaggio abbastanza progressista. Ad esempio, il suo sostegno alla successione di Re Wu al trono del Regno della Terra, mantenendo la monarchia di quella nazione, ha attirato alcune critiche. Inoltre, le critiche sono state rivolte ai creatori dello spettacolo per non aver avuto abbastanza apparizioni di Tenzin nel Libro quarto, nonostante fosse un grande protagonista.